# Barrio Alberdi (Córdoba)
Alberdi es un barrio residencial y uno de los barrios más importantes e históricos de la ciudad de Córdoba, Argentina. Es el barrio más populoso de Córdoba.
En referencia de 1910, año en que se fundó el barrio, podemos decir que este era nombrado Barrio Pueblo, en ese sentido los «barrio pueblo» de Córdoba son muy representativos y dieron a la ciudad una identidad en aquellos años.

## Límites

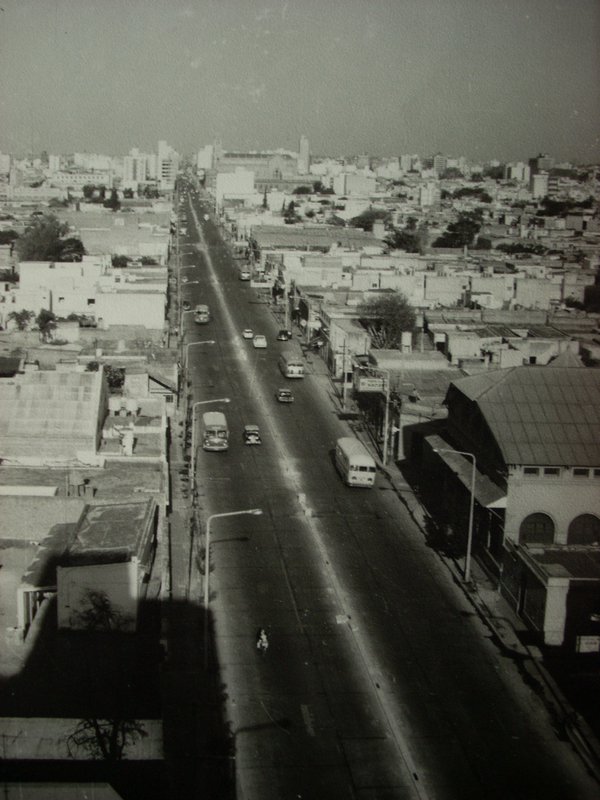
Avenida Colón vista desde el edificio de la esquina de la avenida y calle Arturo Orgaz, mirando hacia el centro a fines de la década de 1960.

Se encuentra ubicado casi en el centro de la ciudad y sus límites son: desde Av. Figueroa Alcorta (también llamada La Cañada) e Int. Ramón Bautista Mestre, Lavalleja, Arturo M. Bas, Bv. San Juan, Mariano Moreno, Pje. Groppo, Misiones, La Noria, Misiones, Dean Funes, Río Negro, Avenida Duarte Quirós, Pedro Goyena, Pedro Zanni, 12 de octubre, Dr. Silvestre Remonda, Pje. San Pablo, Int. Ramón Bautista Mestre hasta Av. Figueroa Alcorta.
Limita con los barrios: Providencia, Ducasse, Centro, Güemes, Observatorio, Paso de los Andes, Quinta Santa Ana, Caseros, Obrero, Alto Alberdi, Marechal y Villa Páez.
Sus arterias principales son: Avenida Colón, Av. Figueroa Alcorta, Avenida Duarte Quirós, Int. Ramón Bautista Mestre y calles Santa Rosa y Pedro Zanni.

## Historia

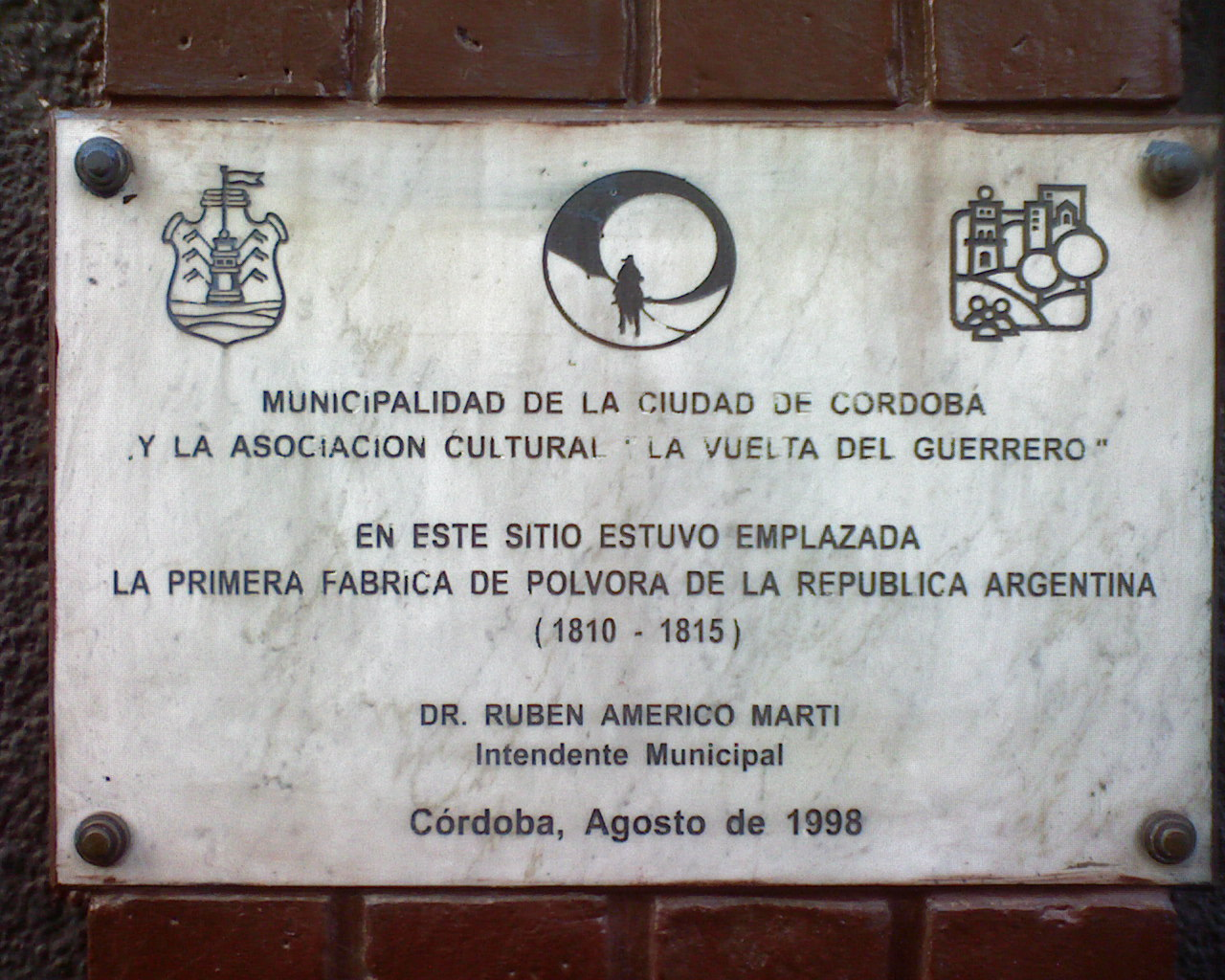
Placa señalando el lugar de emplazamiento de la primera fábrica de pólvora de Argentina en la esquina de calle Coronel Olmedo y 9 de Julio en el año 2007.

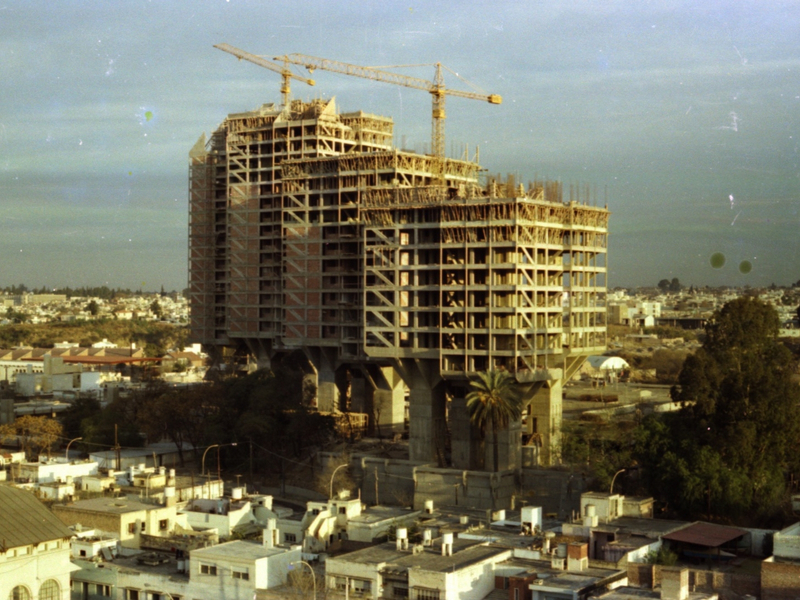
Torres Ala en construcción en la década de 1970.

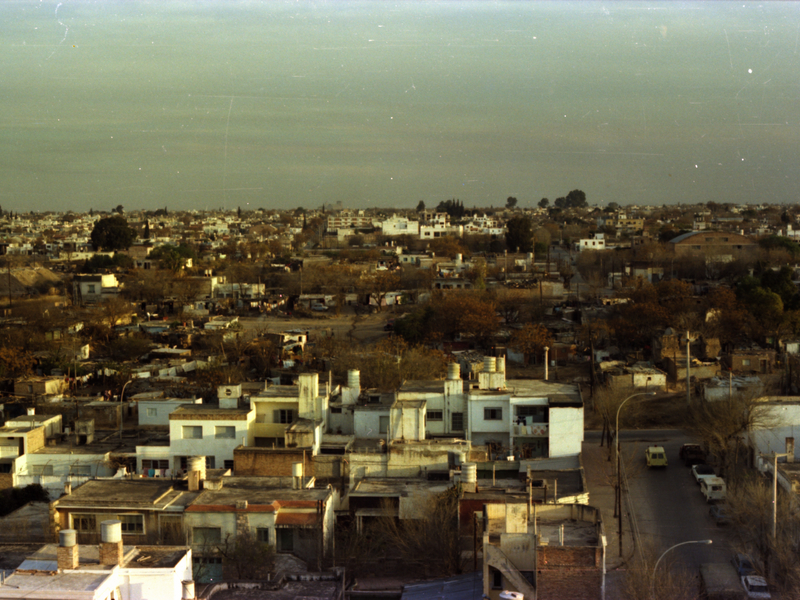
La villa miseria 9 de Julio en la década de 1980. Nótese que la calle Arturo Orgaz está discontinuada entre las calles 9 de Julio y Dean Funes.

Hasta 1910 este sector era denominado como «Pueblo la Toma», debido a las obras de captación y conducción de las aguas del río Primero o Suquía para el servicio de la aldea fundada por Jerónimo Luis de Cabrera, pero al conmemorase el centenario de Juan Bautista Alberdi el Concejo Deliberante de la ciudad decidió el 6 de septiembre de 1910 cambiar el nombre por el de «Pueblo Alberdi» quien es conocido como el padre de la Constitución argentina de 1853. La Comunidad Aborigen Comechingona del Pueblo de La Toma en busca de mantener vivo los orígenes de sus ancestros y gracias al apoyo del Centro de Investigaciones del Instituto de Culturas Aborígenes, los descendientes de las familias presuntamente originarias del lugar se reagruparon a finales de 2007. Este vecindario fue habitado luego por sus descendientes ya mestizados con españoles, que actualmente residen en el barrio y es una comunidad reconocida desde el 2009 por el INAI (Instituto Nacional de Asuntos Indígenas). También ha sido y es un barrio multicultural debido a que recibió parte de la inmigración europea, principalmente italiana, y en las últimas décadas se han establecido muchos inmigrantes bolivianos y peruanos, constituyendo todos un gran aporte económico y cultural para la ciudad. En las décadas de 1960 y 1970 también hubo una pequeña comunidad haitiana de estudiantes de Medicina de ese país.
En la esquina de calle 9 de Julio y Coronel Olmedo, estuvo ubicada la primera fábrica de pólvora del país. Hoy solo queda una placa recordatoria.
Dentro de este barrio existe un amplio y variado patrimonio arquitectónico y cultural. Dentro del Hospital Nacional de Clínicas (Monumento Histórico Nacional) se encuentra ubicado el Museo Anatómico «Pedro Ara», que conserva numerosas piezas óseas del cuerpo humano, disecciones de miembros, órganos, etc. El museo depende de la Facultad de Medicina de la Universidad Nacional de Córdoba. También se encuentra el Museo de la Reforma universitaria.
Otro importante inmueble es el edificio de la «Cervecería Córdoba», construido en 1917 y que funcionó como fábrica de cerveza hasta 1998. La «Cervecería Córdoba», tras haber ido a la quiebra, fue comprada por una empresa desarrollista. Considerada no sólo una fuente de trabajo para los cerveceros, sino también una parte importante de la identidad de Alberdi, los 140 trabajadores junto a sus familias y vecinos, tomaron la fábrica el 4 de mayo de 1998. El 17 de agosto, luego de 105 días de toma, el Gobierno ordenó el desalojo y 600 policías ingresaron a la fábrica, en un operativo sorpresa. La fábrica contaba con una chimenea que fue demolida el 15 de abril de 2010 a causa de su deterioro con derrumbes, pero se instaló en su reemplazo una chimenea alegórica prefabricada un poco más pequeña que la original en el año 2012.
El barrio tuvo una activa participación en el Cordobazo de 1969. Era frecuente es esta época que se lo llamara también Barrio Clínicas por la presencia del Hospital homónimo.
Si bien se construyeron los primeros grandes edificios ya desde la década de 1960, desde la década de 1990 se han construido muchísimos, lo que ha llevado a una preocupación por las demoliciones frecuentes que no aportan a la conservación del Patrimonio cultural del barrio en un proceso que no sólo es arquitectónico sino también social de gentrificación y que ha producido un malestar en los vecinos más antiguos.
También se destacan dos templos de la actividad de recreación como son el Estadio del Centro, templo de la música cuartetera y La Plaza de la Música, ex Vieja Usina, donde actualmente se levanta un mercado gastronómico, un salón para espectáculos, el Centro Cultural 220CC y la sede de la productora de espectáculos en vivo.

## Salud

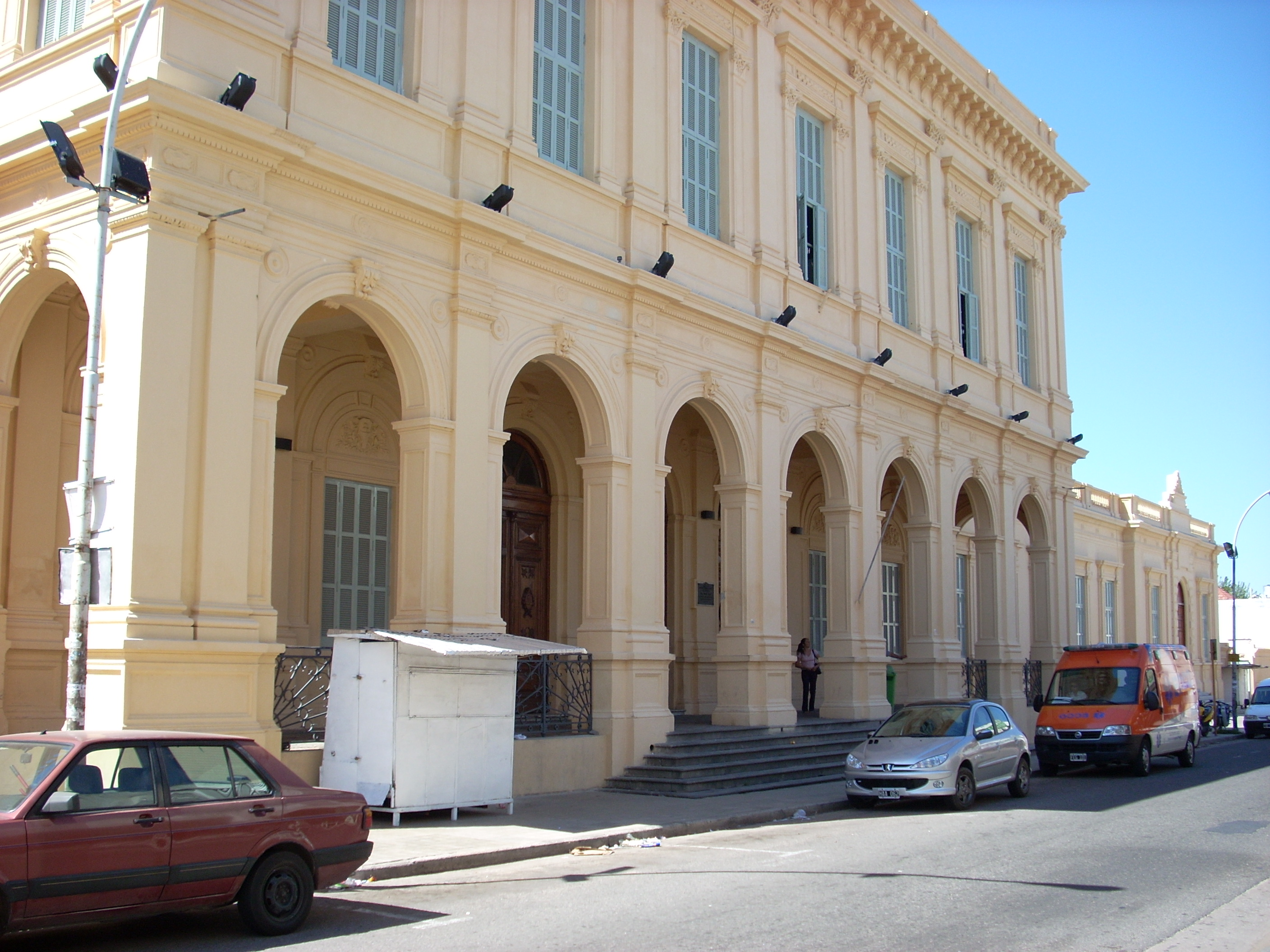
Hospital Nacional de Clínicas, su fachada sobre calle Santa Rosa.

Otra zona popular es la del Hospital Nacional de Clínicas, con su Pasaje Aguaducho, famoso por los viejos conventillos de principios del siglo XX, ahora llamado Paseo de la Reforma Universitaria. También se destacan la Maternidad Nacional frente a la Plaza Colón y la Dirección de Especialidades Médicas (MED, Oeste) de la Municipalidad de Córdoba llamada también Hospital Benito Soria y a su vez llamada Pro Defensa en la década de 1970.

## Educación

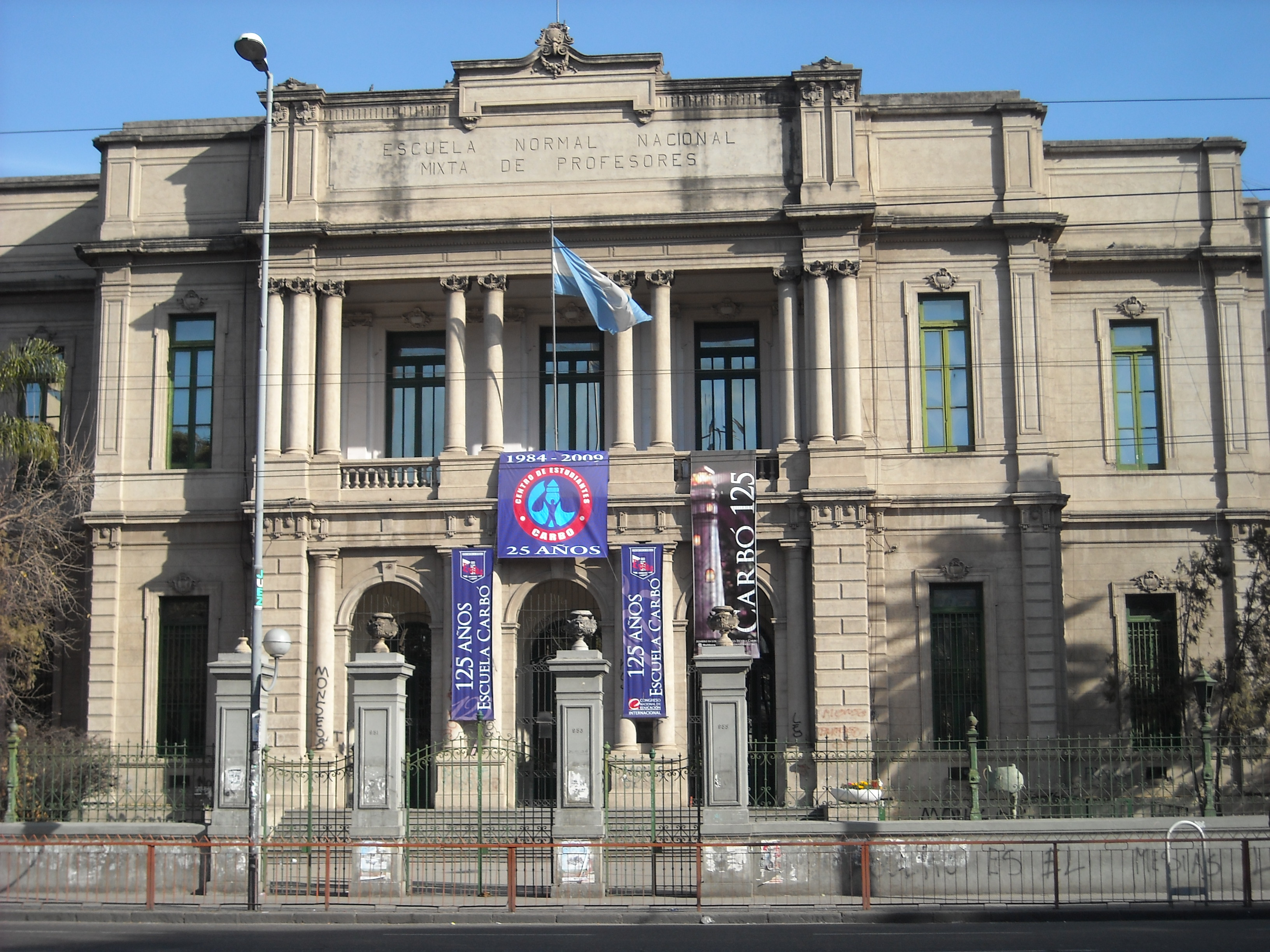
Escuela Normal Nacional Mixta de Profesores Alejandro Carbó, adornada con motivo de su 125 aniversario.

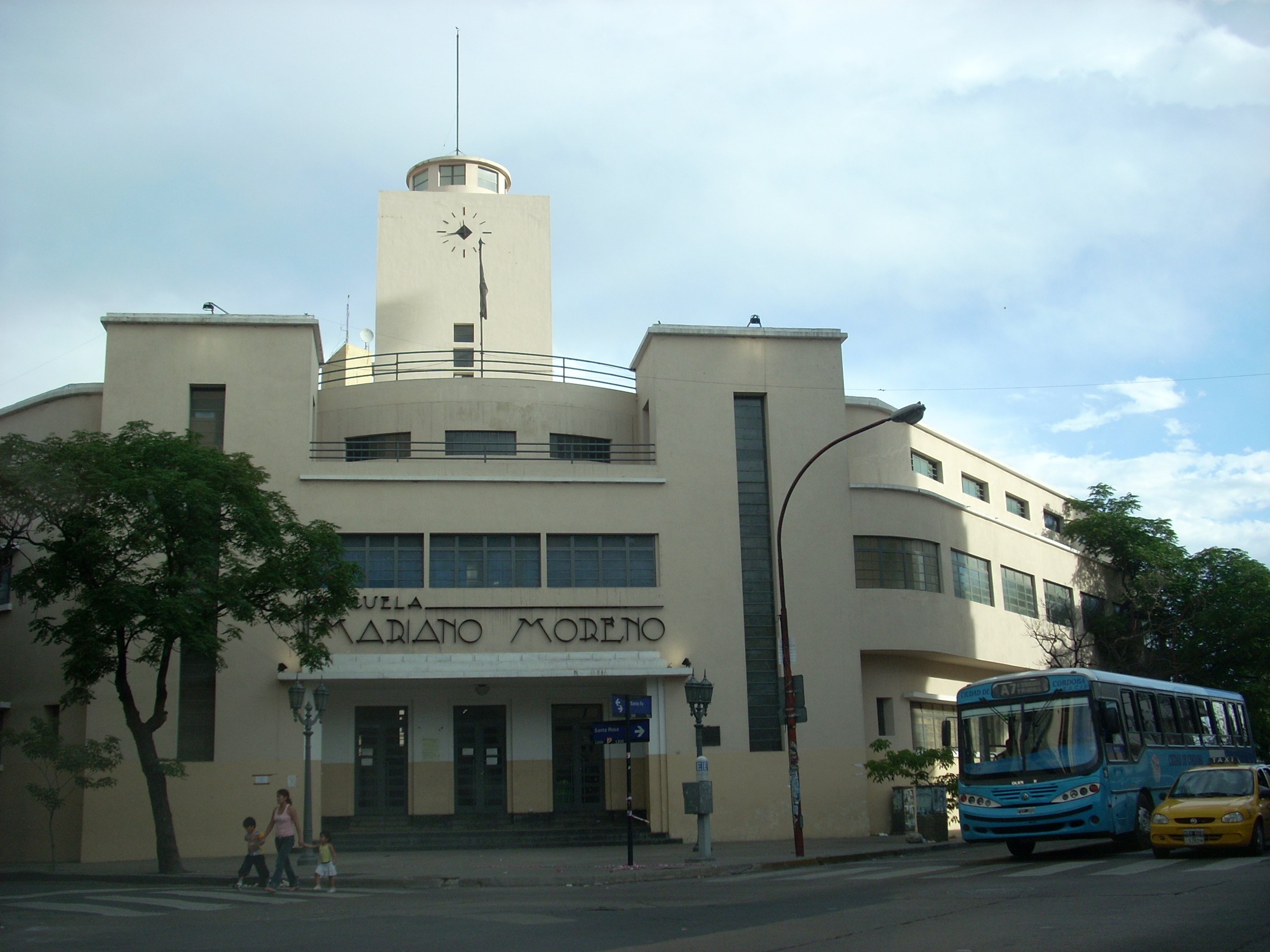
Escuela Mariano Moreno en el año 2008.

Se encuentran populares colegios, como el Instituto San Luis Gonzaga, la Escuela Normal Nacional Mixta de Profesores Alejandro Carbó (ubicado en al frente de la Plaza Colón, con más de 125 años de historia), la Institución «De San José» Hermanas Dominicas (con más de 120 años), el llamativo edificio de la Escuela Superior de Comercio Manuel Belgrano, declarado Monumento Histórico Nacional por decreto 729/2019 del Poder Ejecutivo Nacional, el Colegio Salesiano Pio X, la Escuela Normal Jerónimo Luis de Cabrera, la Escuela Provincial Mariano Moreno, el IPET 247 Ing. Carlos A. Cassaffousth, el IPEM 115 Domingo F. Sarmiento y el Colegio Santo Tomás.

## Cultura

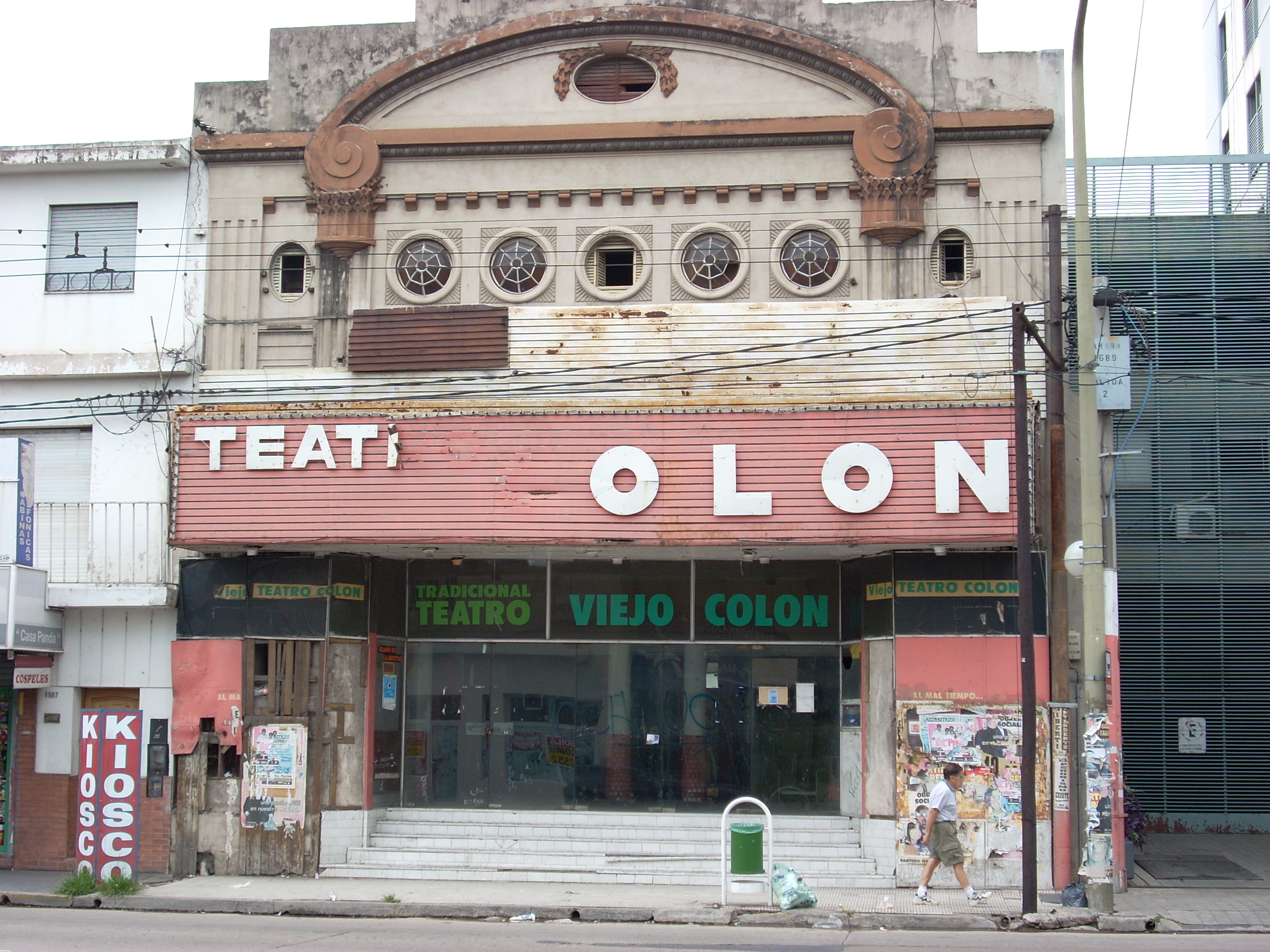
Viejo Cine Teatro Colón, ex Cine Moderno: Una de las joyas del Patrimonio cultural de barrio Alberdi en 2006.

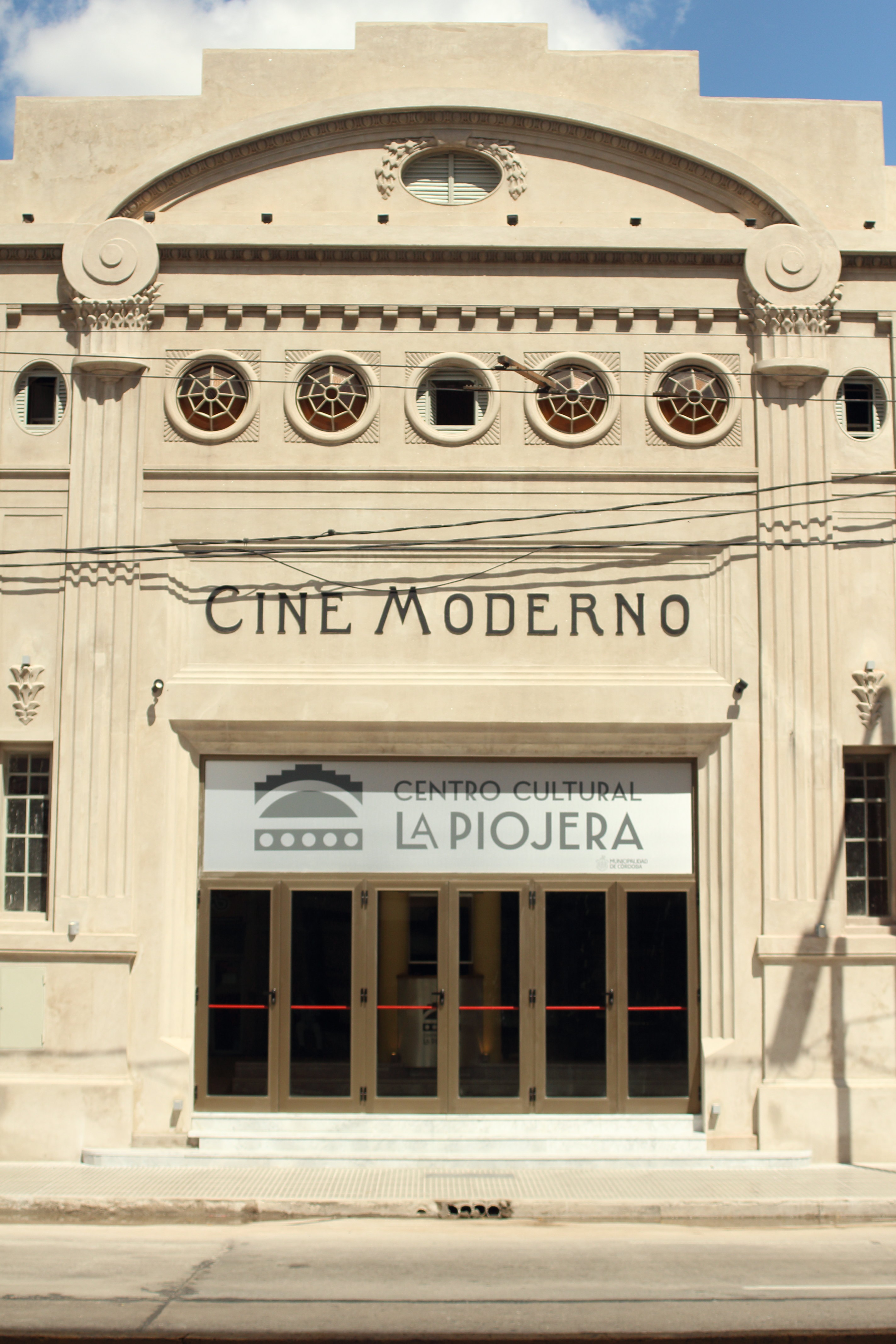
Centro Cultural La Piojera ex Cine Moderno en 2019.

El Cine Moderno fue inaugurado el 16 de octubre de 1929 y es obra de los ingenieros Víctor Metzadour y Johannes Kronfuss, perduró con ese nombre hasta la década de 1970, luego llamado Cine Teatro Colón, fue cerrado en 2002, para ser remodelado y reinaugurado como Centro Cultural La Piojera en 2019. Por Ordenanza N.º 9830, del 16 de diciembre de 1997, el Concejo Deliberante de la Ciudad de Córdoba, lo declaró “patrimonio arquitectónico y urbanístico” de la ciudad. Declarado en 2014 "Bien de Interés Histórico" por decreto 1.162 de la presidenta Cristina Fernández de Kirchner, por indicación de la Comisión Nacional de Monumentos, de Lugares y de Bienes Históricos, fue restaurado en el gobierno de Ramón Mestre (H). 
La casa donde viviera el folclorista Chango Rodríguez, quien escribió la zamba «De Alberdi», se conserva en la calle Chubut con una placa que lo anuncia.
También el barrio le dio el nombre al conjunto folclórico «Los de Alberdi», integrado por Quique Villagra , Roberto Sarrion y Lito Soria, porque los primeros ensayos se realizaron en la casa del Chango Rodríguez.
Desde 2012 existe la revista cultural TESEO, que se edita mensualmente y que se encarga de recopilar historias de vida, recorrido de personajes, efemérides y cuestiones históricas que hacen a la vida de este barrio emblemático de la ciudad de Córdoba.
También se destacan dos templos de la actividad de recreación como son el Estadio del Centro, templo de la música cuartetera y La Plaza de la Música, ex Vieja Usina, donde actualmente se levanta un mercado gastronómico, un salón para espectáculos, el Centro Cultural 220CC y la sede de la productora de espectáculos En Vivo.

## Deporte
En el barrio se encuentran los clubes Belgrano, Universitario y Deportivo Alberdi.

## Plazas
Las plazas del barrio son la tradicional y bella Plaza Colón, la más reciente Plaza Dr. Roberto Cisneros (construida sobre el terreno producto de la demolición de la villa miseria 9 de Julio), las plazoletas Dr. Nicolás Berrotarán (Av. Colón y calle Pje. Cornelio Agrelo) y Elvira Ceballos en calle Santa Rosa y pasaje Paseo de la Reforma Universitaria. También la costenera del Río Suquía, incluida la Isla de los Patos, son todos lugares de esparcimiento.

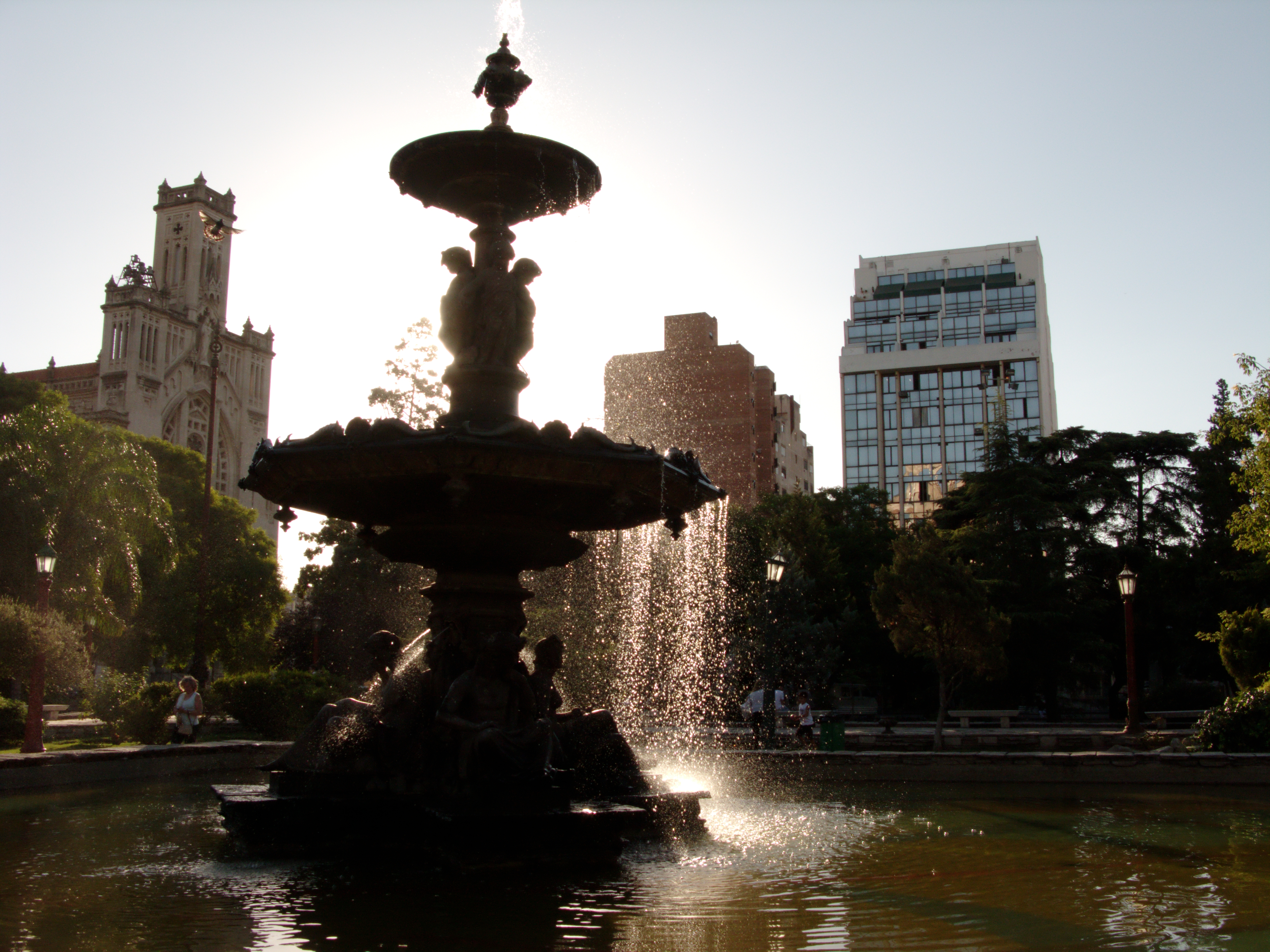
Plaza Colón, detalle de la fuente.

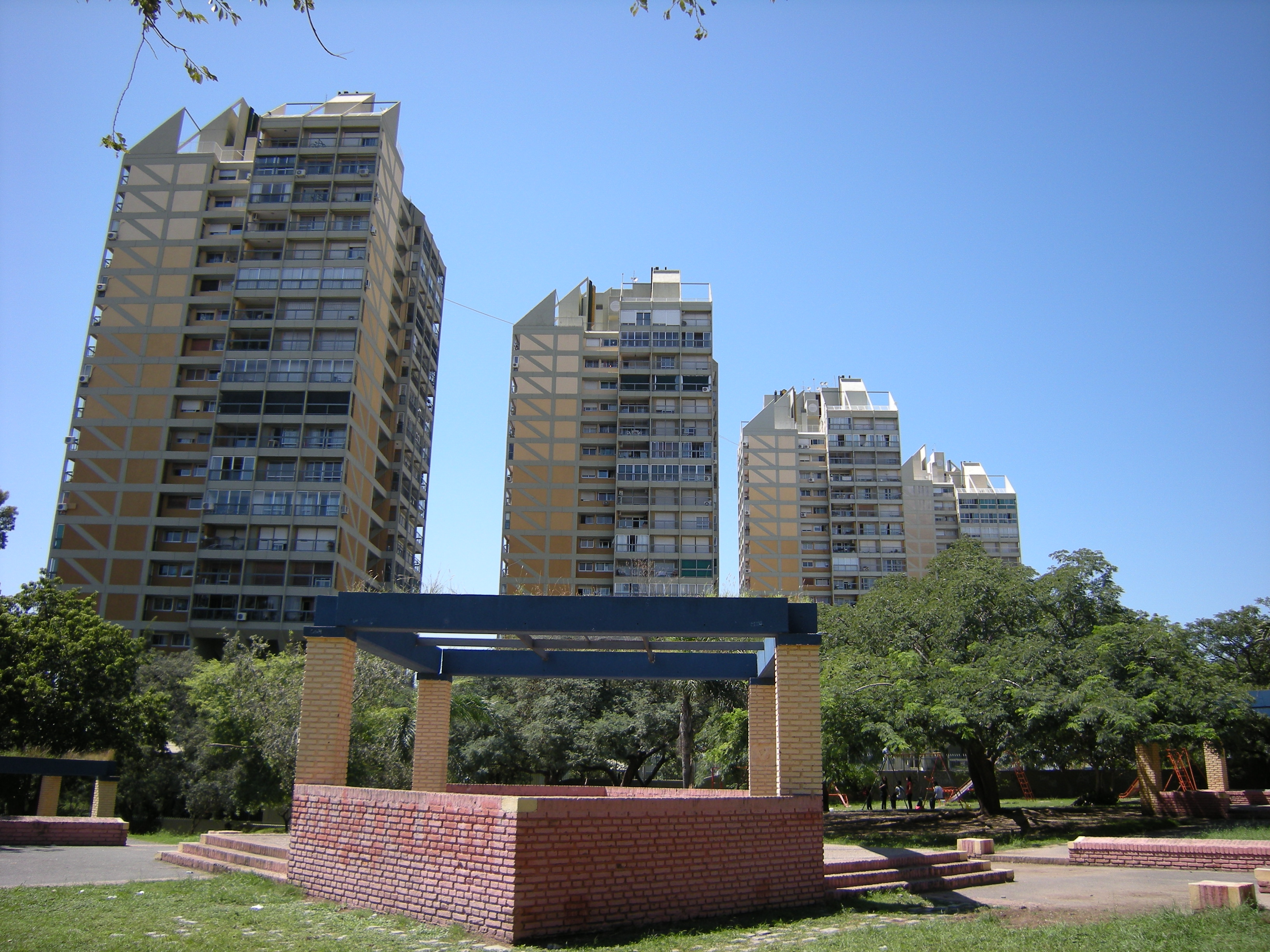
Plaza Dr. Roberto Cisneros con las Torres Ala de fondo.

Mural en la plazoleta Dr. Arturo Orgaz en el año 2010.

## Centro Vecinal
El Centro Vecinal de barrio Alberdi se encuentra en Pje. Cristóbal de Aguilar 1890.

## Otros
Un exmercado al aire libre llamado «Plaza o Mercado de Carretas» ubicado en la manzana de Av. Colón, Av. Santa Fe, Santa Rosa y Coronel Olmedo, se convirtió en el único cuartel de bomberos en la ciudad durante varios años y luego ese predio fue utilizado para la construcción de la Central de Policía de la Provincia de Córdoba. Por otro lado, el cuartel de bomberos se mudó a la excochera de ómnibus de la ex Comisión Administradora del Transporte Automotor (C. A. T. A.) en calle Mariano Moreno, que a su vez fue anteriormente la cochera de tranvías hasta el cese de su servicio en 1962.
Otro exmercado municipal de 1927 sobre Av. Colón funcionó como tal hasta 1978 y fue reciclado como Registro Civil en la década de 1980 y nuevamente reciclado como centro de testeos en la pandemia de COVID-19 en 2020.
«Alberdi, el barrio de los doctores», una tradición oral. El barrio Alberdi es un barrio residencial e histórico de la ciudad de Córdoba ubicado muy próximo al centro de esta. Su nombre se lo debe a Juan Bautista Alberdi, recordado ilustre de la política argentina en épocas de consolidación estatal.
Sumergido en el barrio se encuentra un emblema y orgullo para el barrio: el Hospital de Clínicas. Exponente cultural y arquitectónico, en él se encuentra el museo Anatómico Dr. Pedro Ara. El Clínicas, llamado así brevemente, inició una tradición profunda y perdurable que le otorgó un segundo nombre al barrio Alberdi: «El barrio de los doctores». La historia dice y cuenta que con la inauguración del Clínicas cientos de doctores y estudiantes de medicina se instalaron en el barrio alrededor del hospital (muchos venían del interior) poblando así la zona de médicos. Además, los estudiantes que venían de todos lados se instalaban en la sala de internación del Clínicas, una suerte de campus universitario en el mismo hospital.
El llamativo llenado de doctores en el barrio culturizó el lugar de salud, convirtiendo la zona en una referencia eminente de esa institución. Finalmente, este hecho, histórico por cierto, contribuyó en este apodo que más tarde recibiría la provincia entera: «La docta». También hay calles y plazas nombradas aludiendo a personal de salud: calles Dr. Francisco Javier Muñiz y Enfermera Clermont y plaza Dr. Roberto Cisneros.

## Galería de fotografías

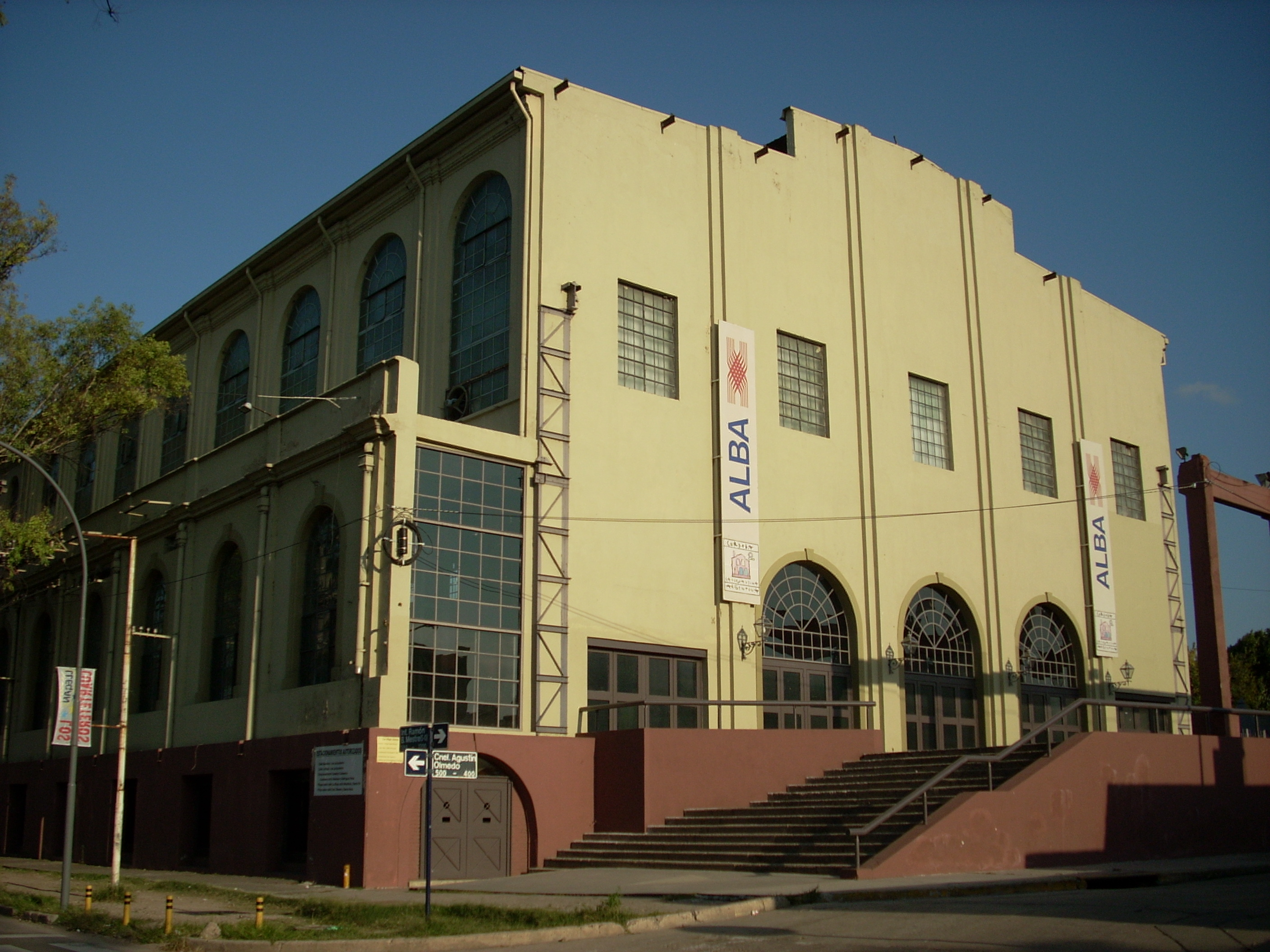
La Vieja Usina en el año 2008.
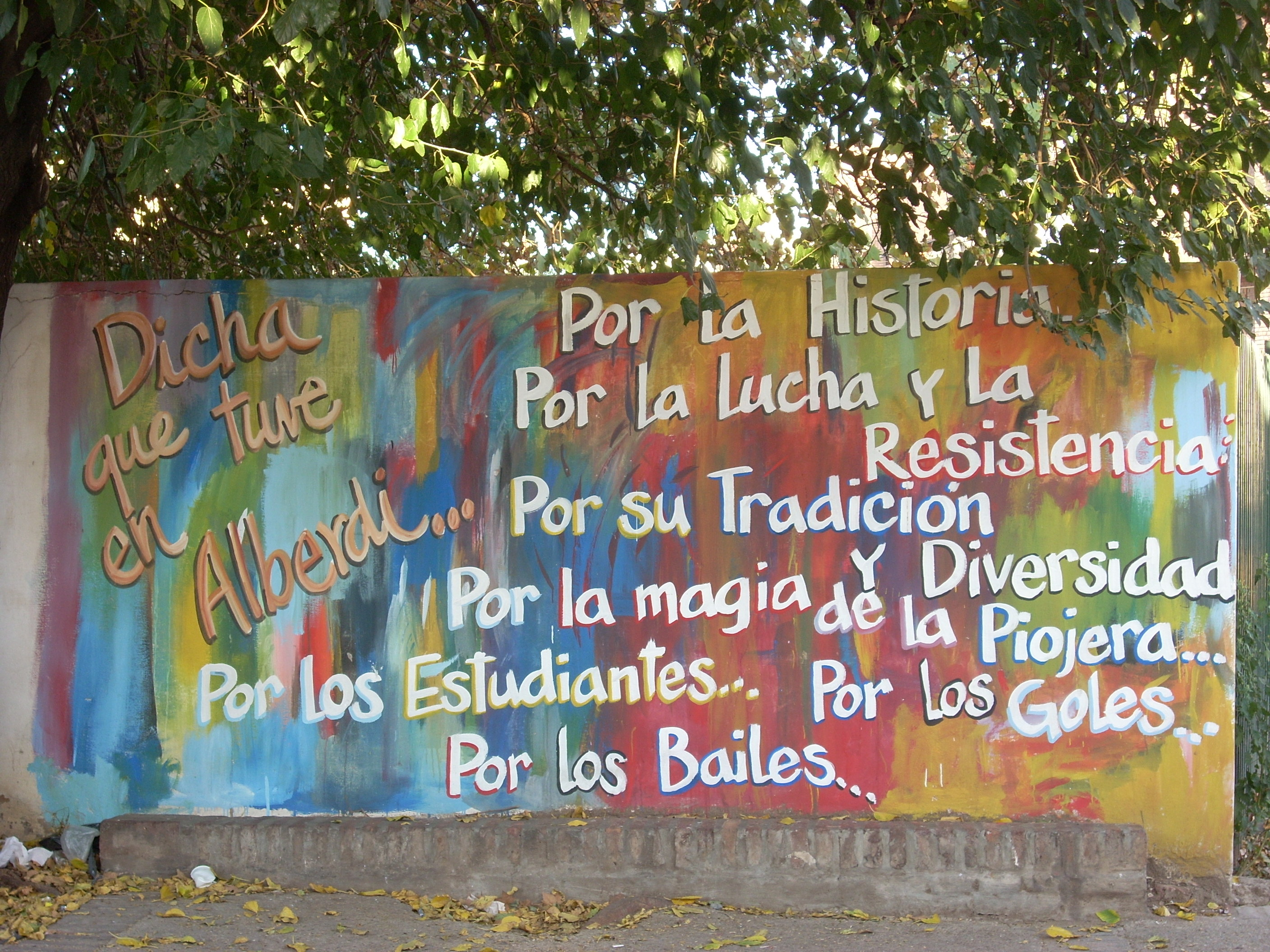
Mural en calle Santa Rosa esquina Paseo de la Reforma Universitaria en el año 2008.
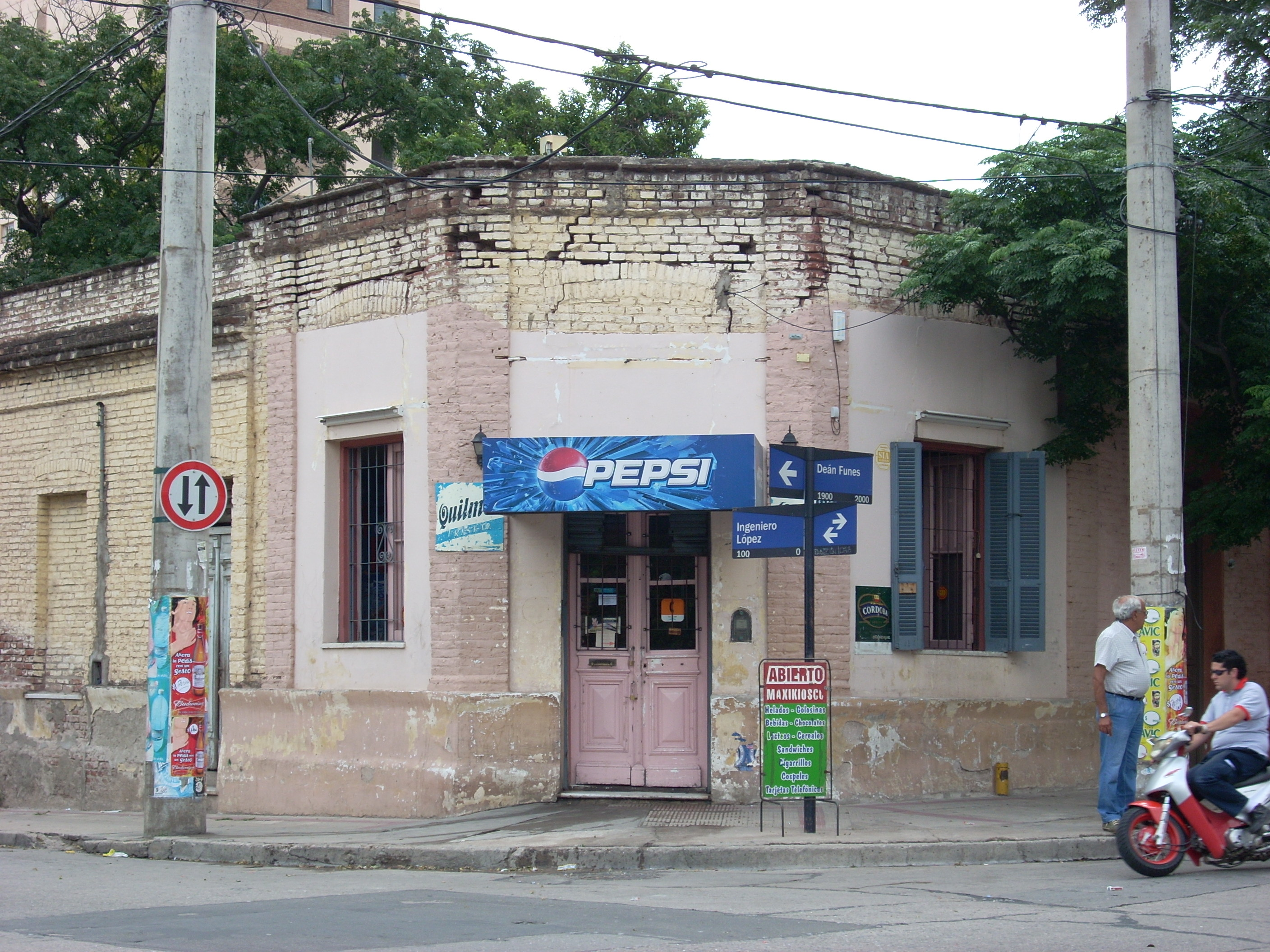
Viejo almacén en el año 2008.
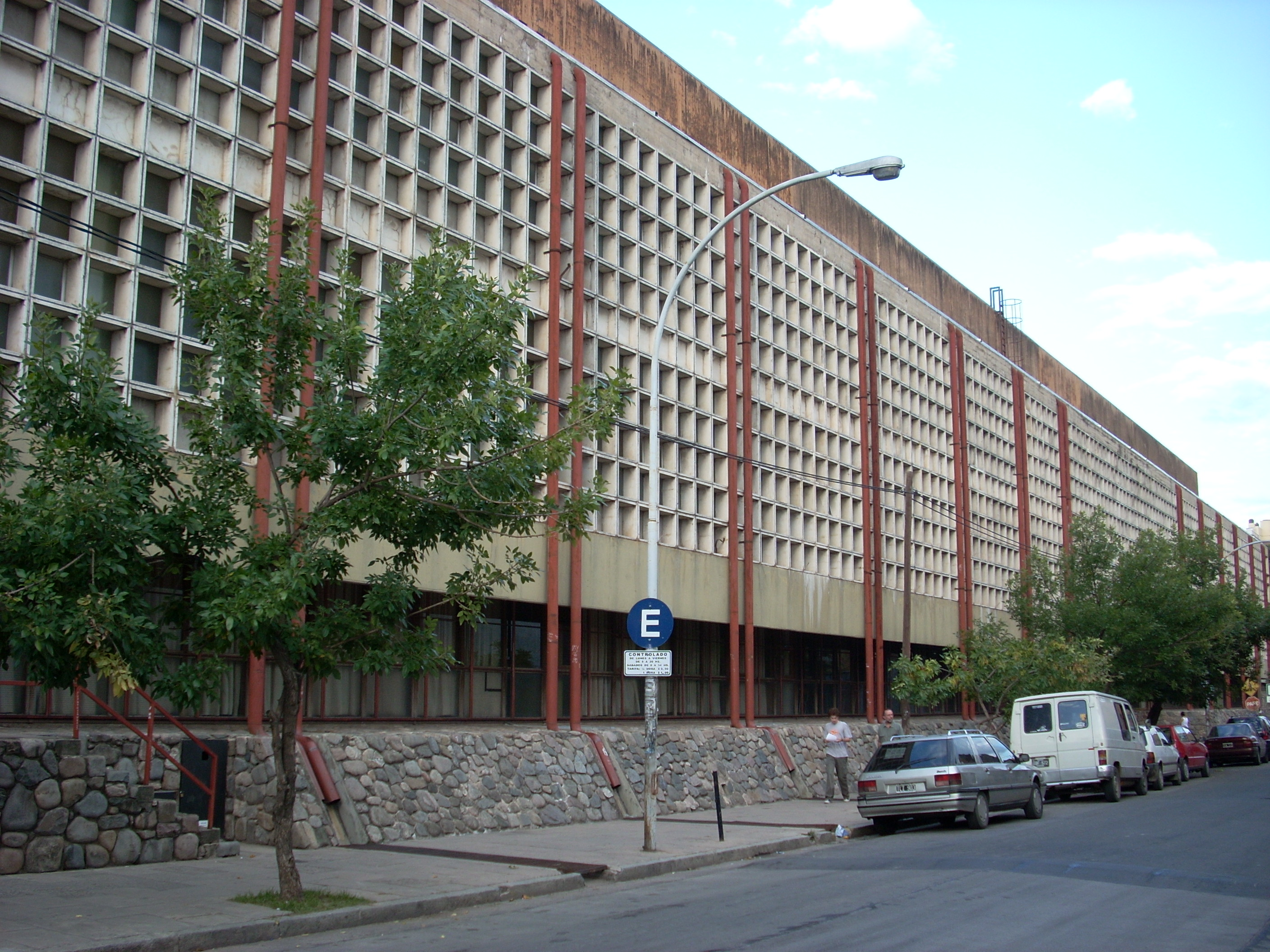
Escuela Superior de Comercio Manuel Belgrano en el año 2008.
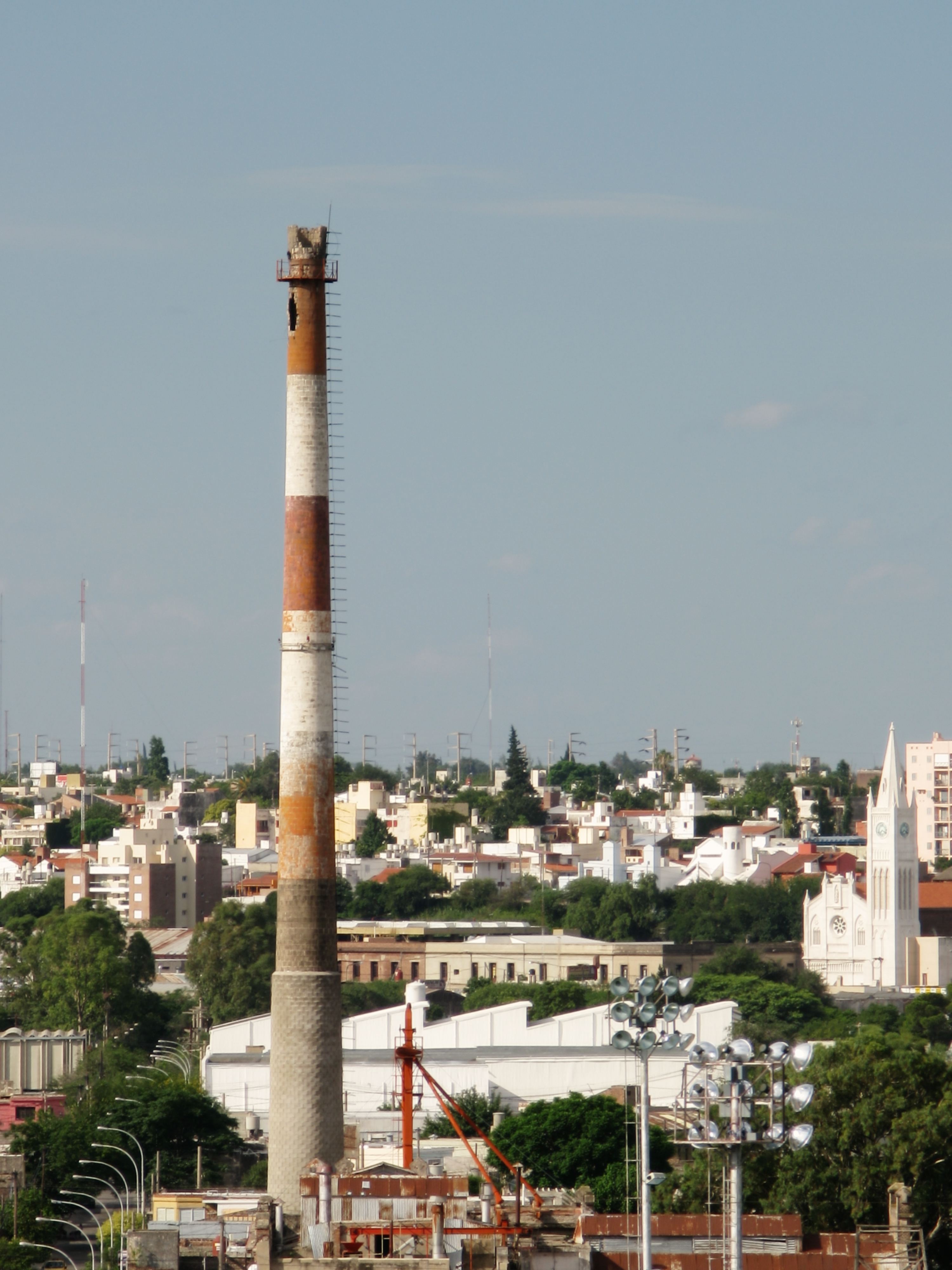
Vieja chimenea, ya demolida, de la ex Cervecería Córdoba en el año 2010. Nótese la falta de materiales en la parte superior producida por varios derrumbes.
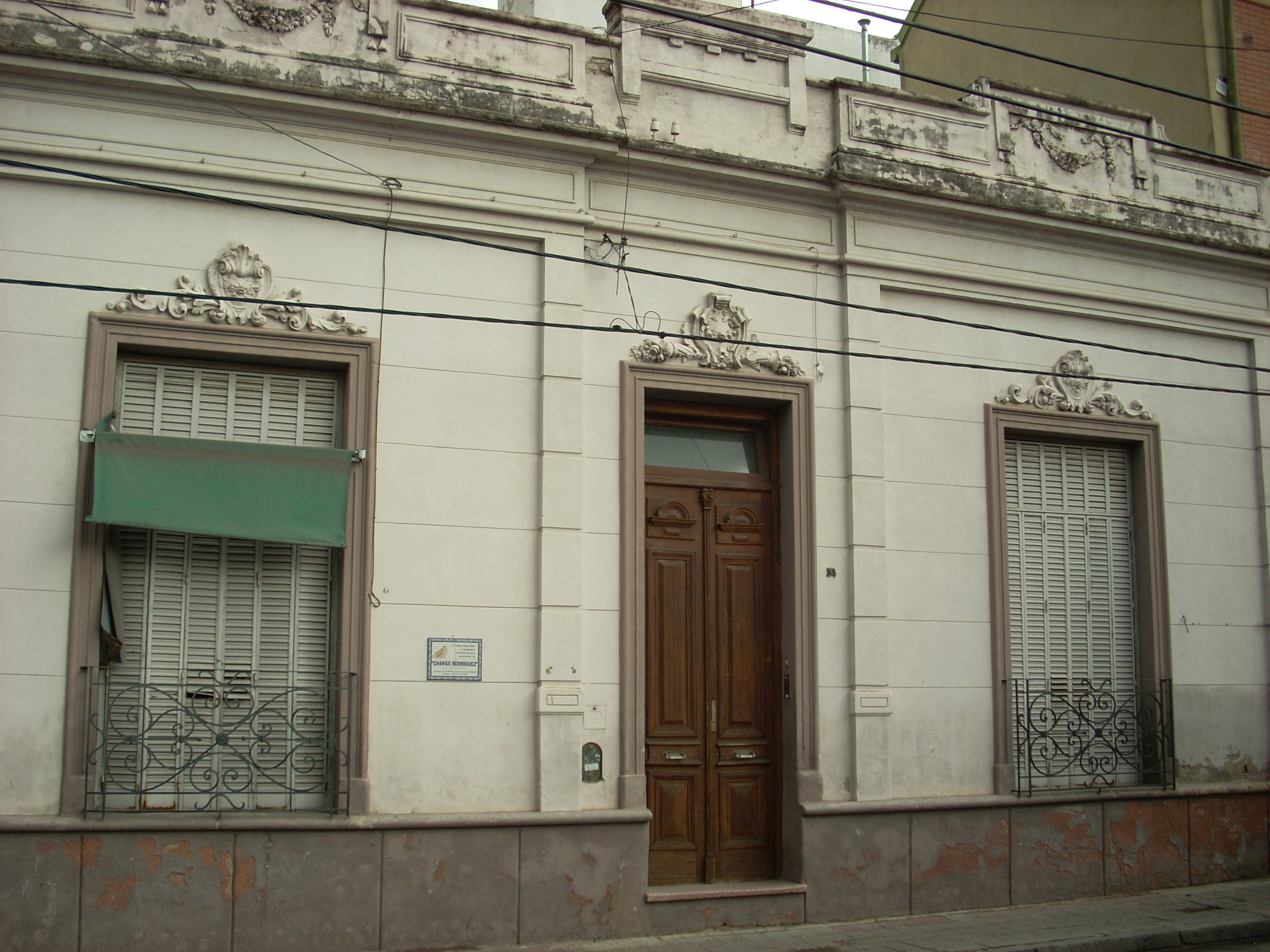
Casa donde viviera el Chango Rodriguez.
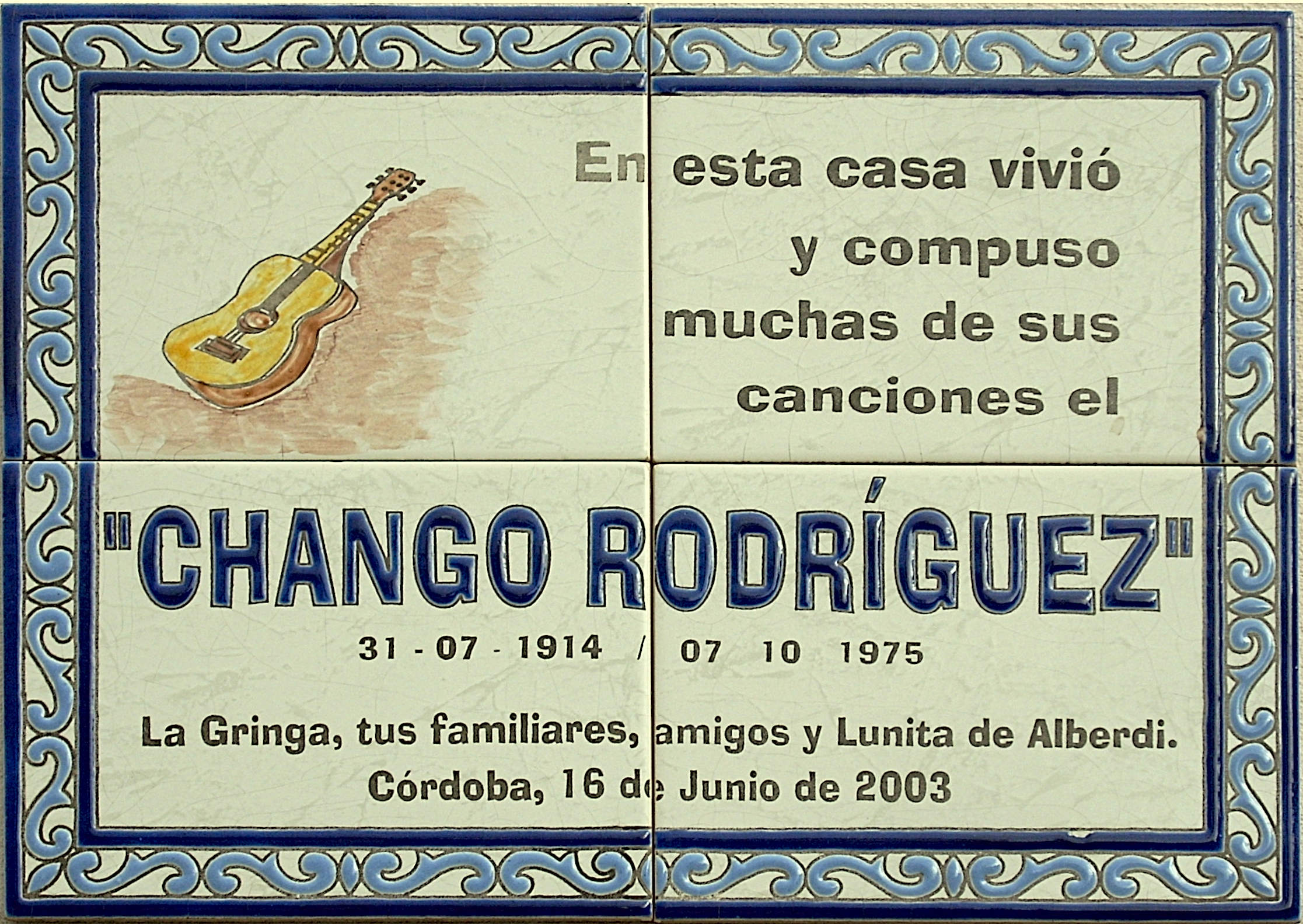
Placa en la casa donde viviera el Chango Rodríguez.
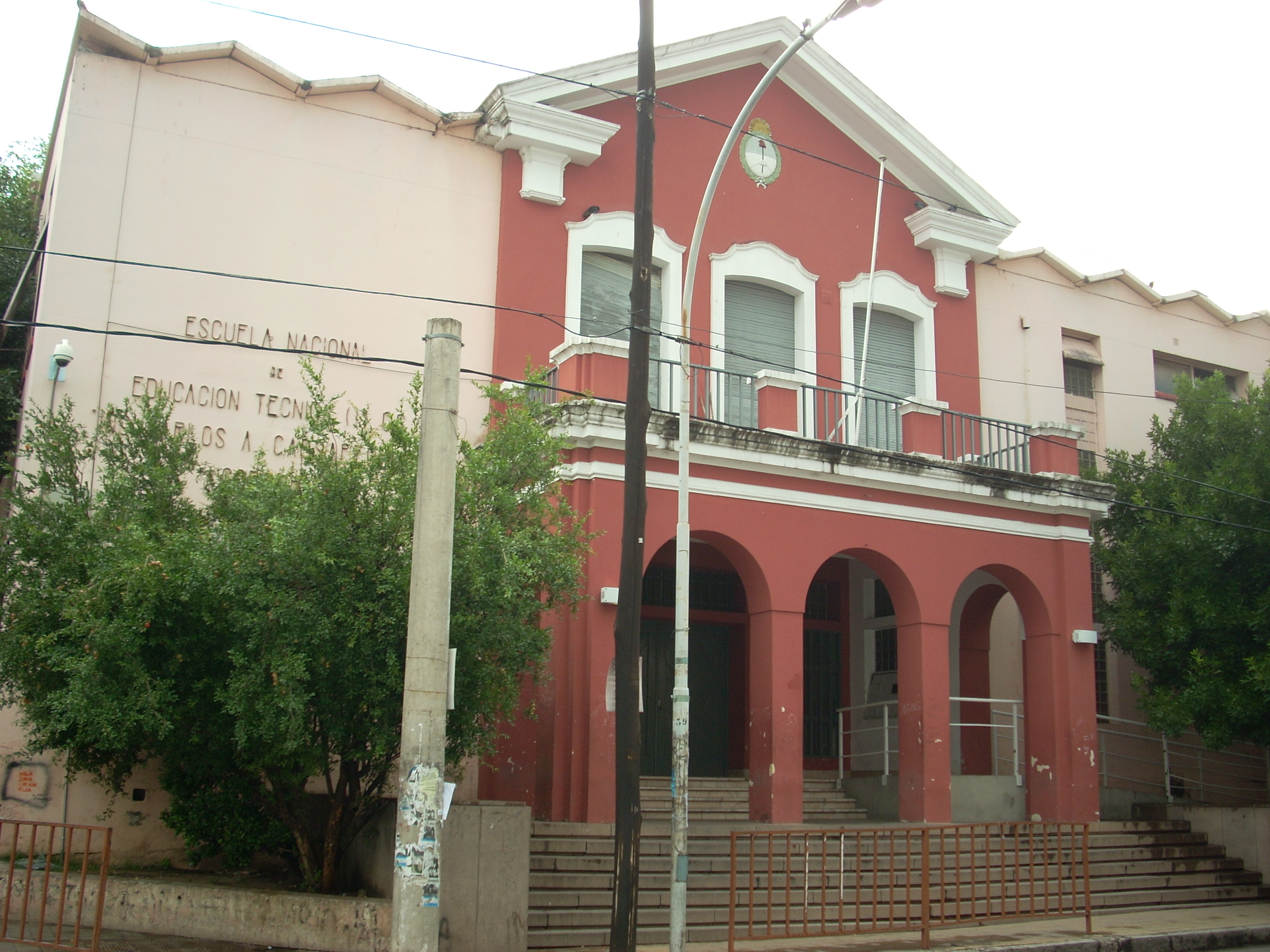
IPET 247 Ing. Carlos A. Cassaffousth.
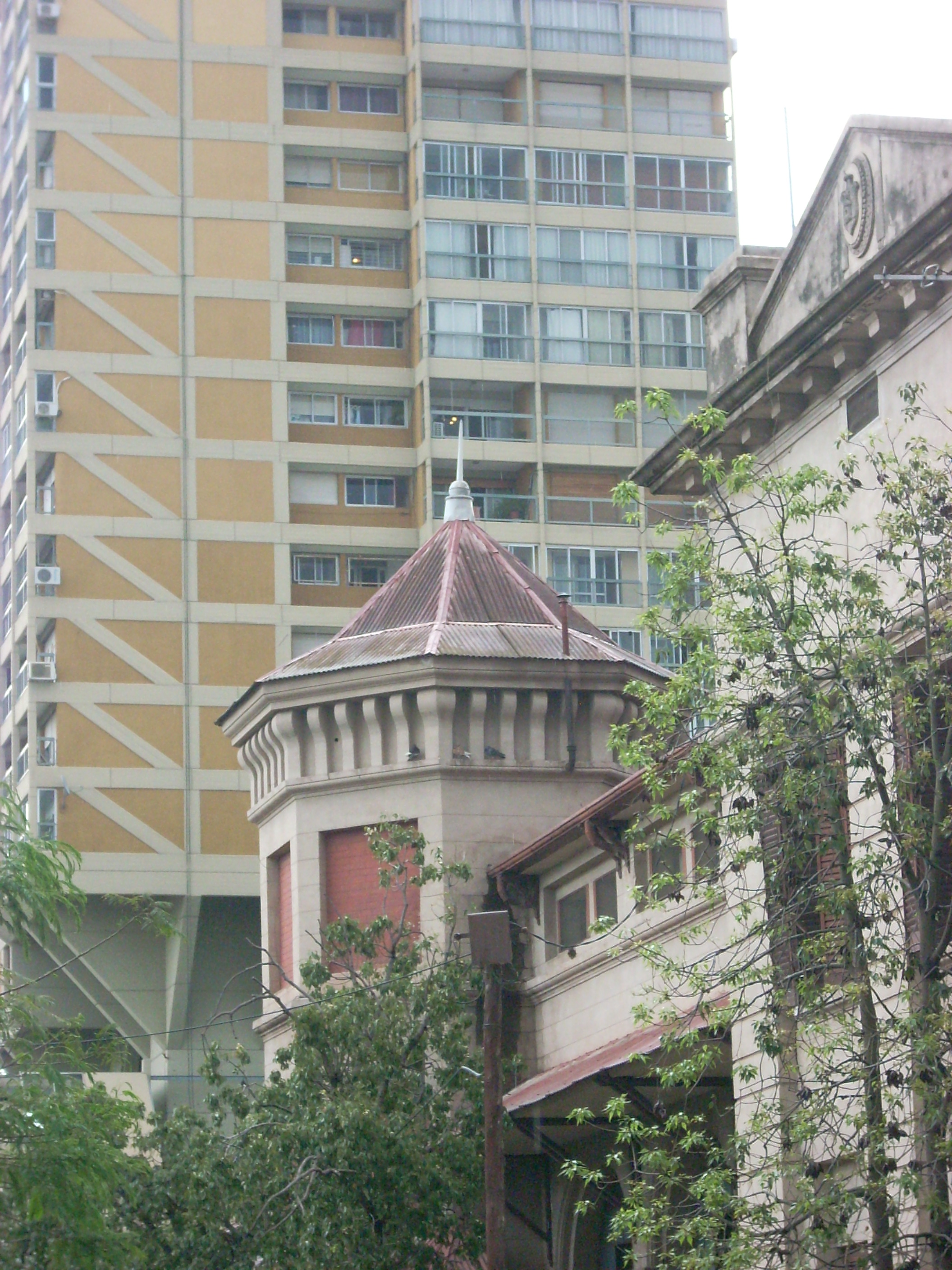
Registro Civil y Torres Ala.
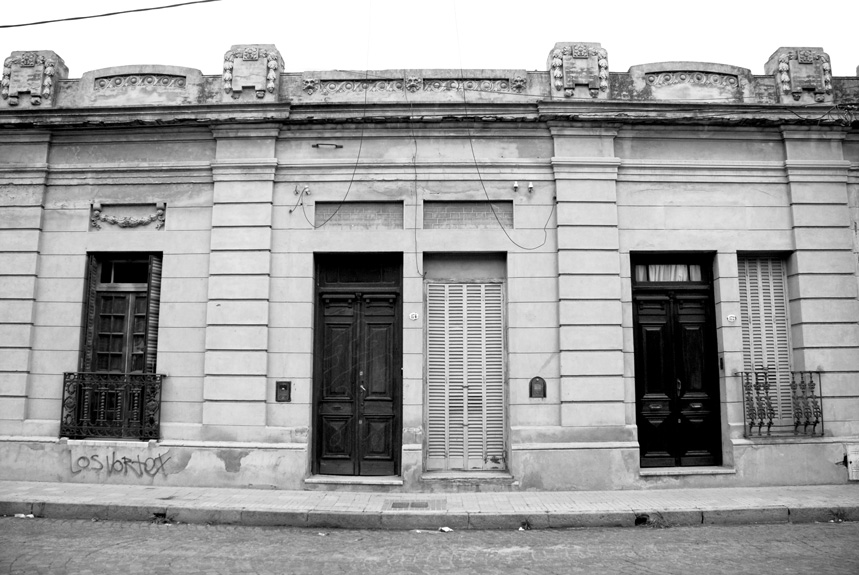
Pje. José Francisco Verna, típico del barrio.
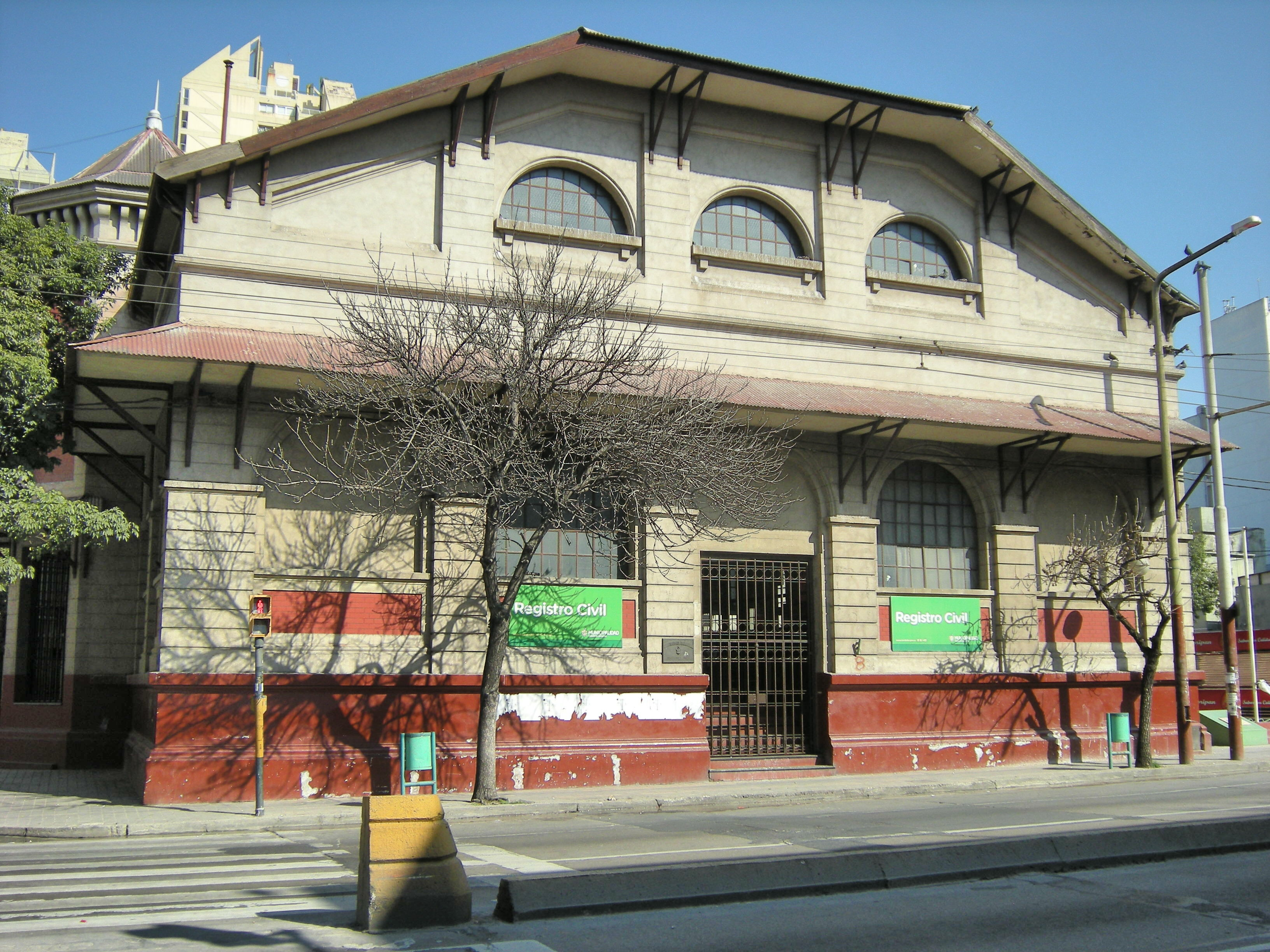
El entonces Registro Civil y ex Mercado Municipal en 2016.
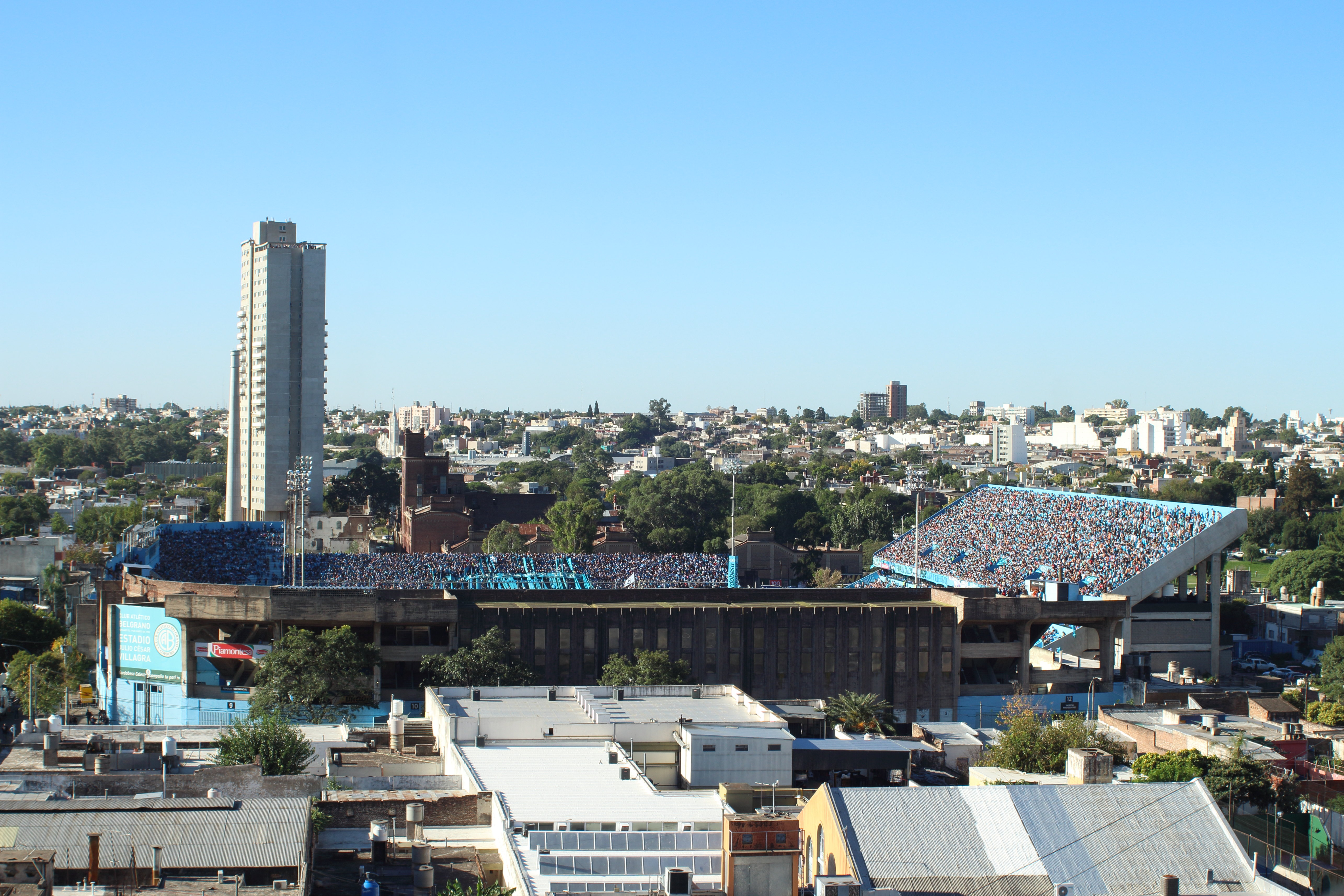
Estadio Julio César Villagra del Club Atlético Belgrano en 2019.
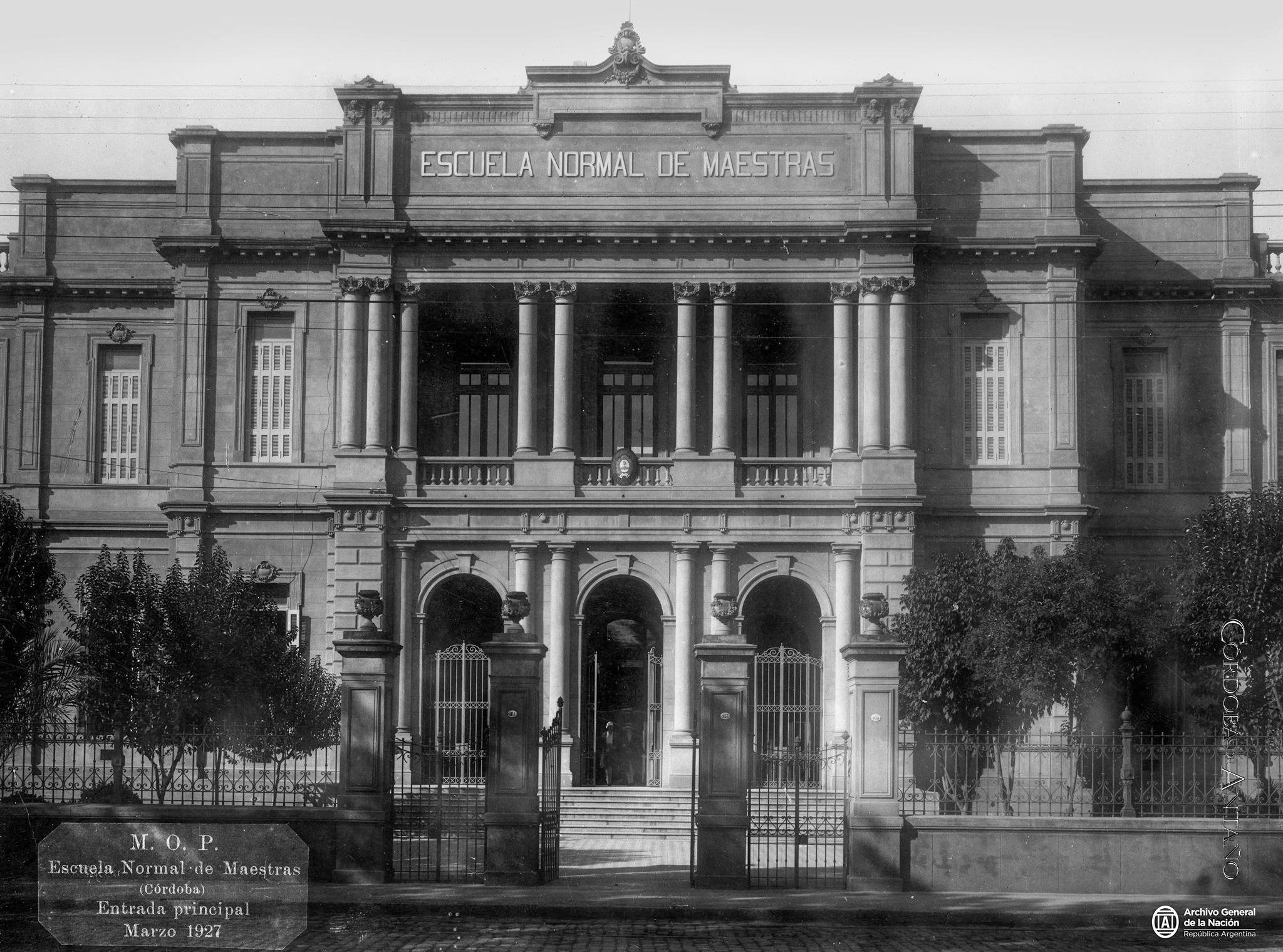
La Escuela Normal de Maestras en 1927, hoy Escuela Normal Nacional Mixta de Profesores Alejandro Carbó.